# (48460) 1991 RH6
(48460) 1991 RH6 là một tiểu hành tinh vành đai chính. Nó được phát hiện bởi Henry E. Holt ở Đài thiên văn Palomar ở Quận San Diego, California, ngày 13 tháng 9 năm 1991.